# Vandrekirke
En vandrekirke er en midlertidig kirkebygning. Vandrekirker opføres gerne i nyoprettede sogne eller kirkedistrikter. Det er typisk meningen med vandrekirker, at de skal kunne nedbrydes til transportable dele og opsættes eller genopføres et andet sted.